# Лелё, Жан-Франсуа
Жан-Франсуа Лелё (фр. Jean-François Leleu, 1729[…], Париж — 3 сентября 1807[…], Париж) — французский мастер-мебельщик, ученик Жана-Франсуа Эбена. В 1764 году получил звание мастера. Сначала Лелё работал в стиле рококо, но затем стал главным конкурентом Жан-Анри Ризенера в стиле неоклассицизма. Работы Лелё и Ризенера очень схожи. Оба использовали фанеровку красным деревом, технику деревянного набора — маркетри с цветочными мотивами, китайские лаковые панно и вставки севрского фарфора: медальоны и плакетки. Лелё успешно выполнял заказы принца Конде, мадам Дюбарри и королевы Марии-Антуанетты. Приёмный сын и ученик мастера — Шарль-Антуан Стадлер, работал с Лелё с 1780 года, а после его смерти руководил мастерской до 1811 года.